# Вірден
Вірден (нід. Wierden) — громада в Нідерландах в провінції Оверейсел, розташована у східній частині країни.

## Історія
У 1405 році було досягнуто домовленості між власником ван Алмело та єпископом Фредріком ван Бланкенхаймом, господином ван Оверейсел. Це призвело до побудови дамби і, таким чином, з'єднання через сушу прямо через болото між Вірденом та Алмело. Для користування цією сполучною дорогою потрібні були платники. Дорожня будка стояла на рівні "Schottenhuis", колишнього в'їзду в Вірден, яка знаходилась приблизно на місці нинішнього готелю De Zwaan.

## Населені пункти муніципалітету
Міста
- Вірден

Села
- Ентер

Селища
- Ноттер
- Ректюм

## Визначні мешканці
- Маріке ван ден Гам (нар. 1983) — нідерландська ватерполістка, олімпійська чемпіонка

## Галерея

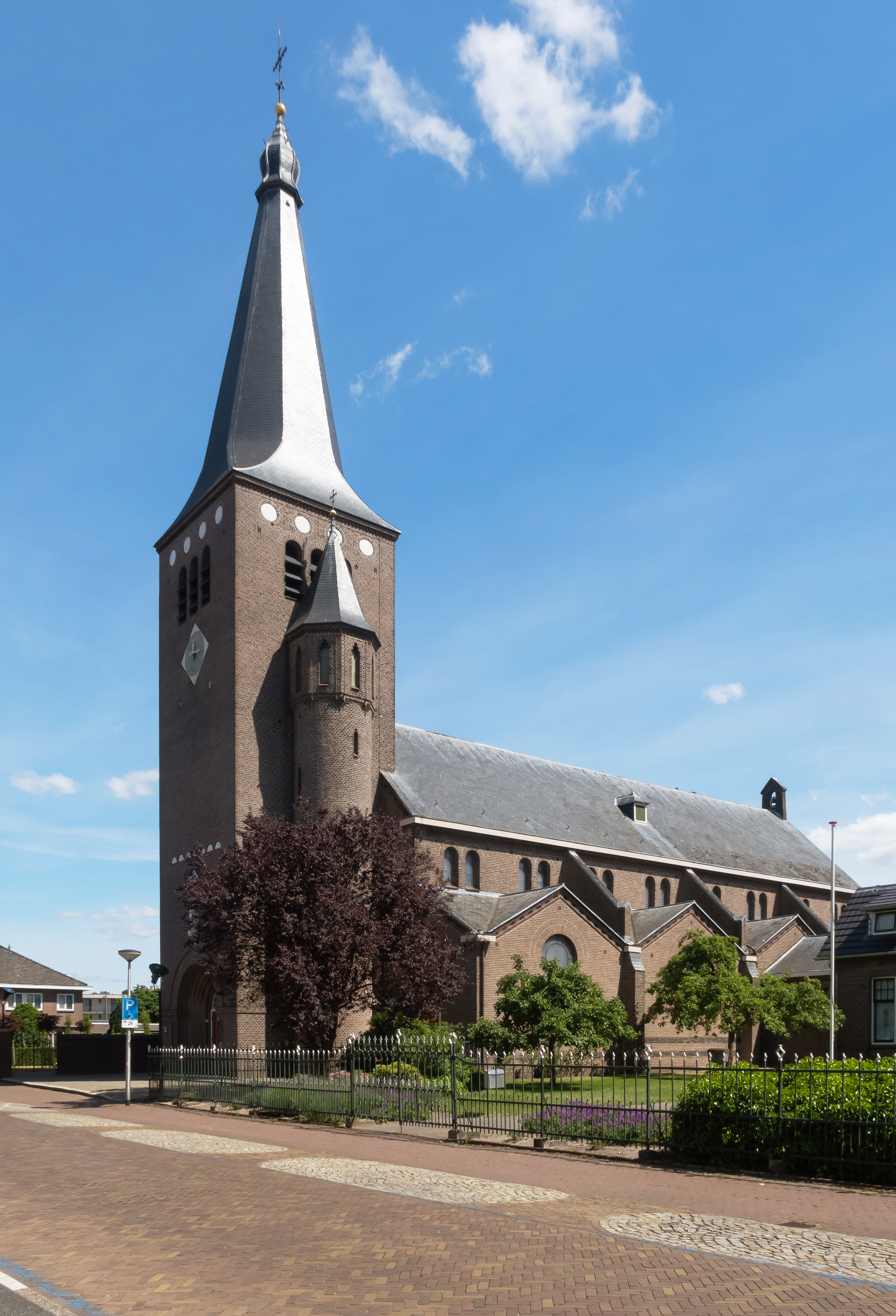
Церква св. Яна
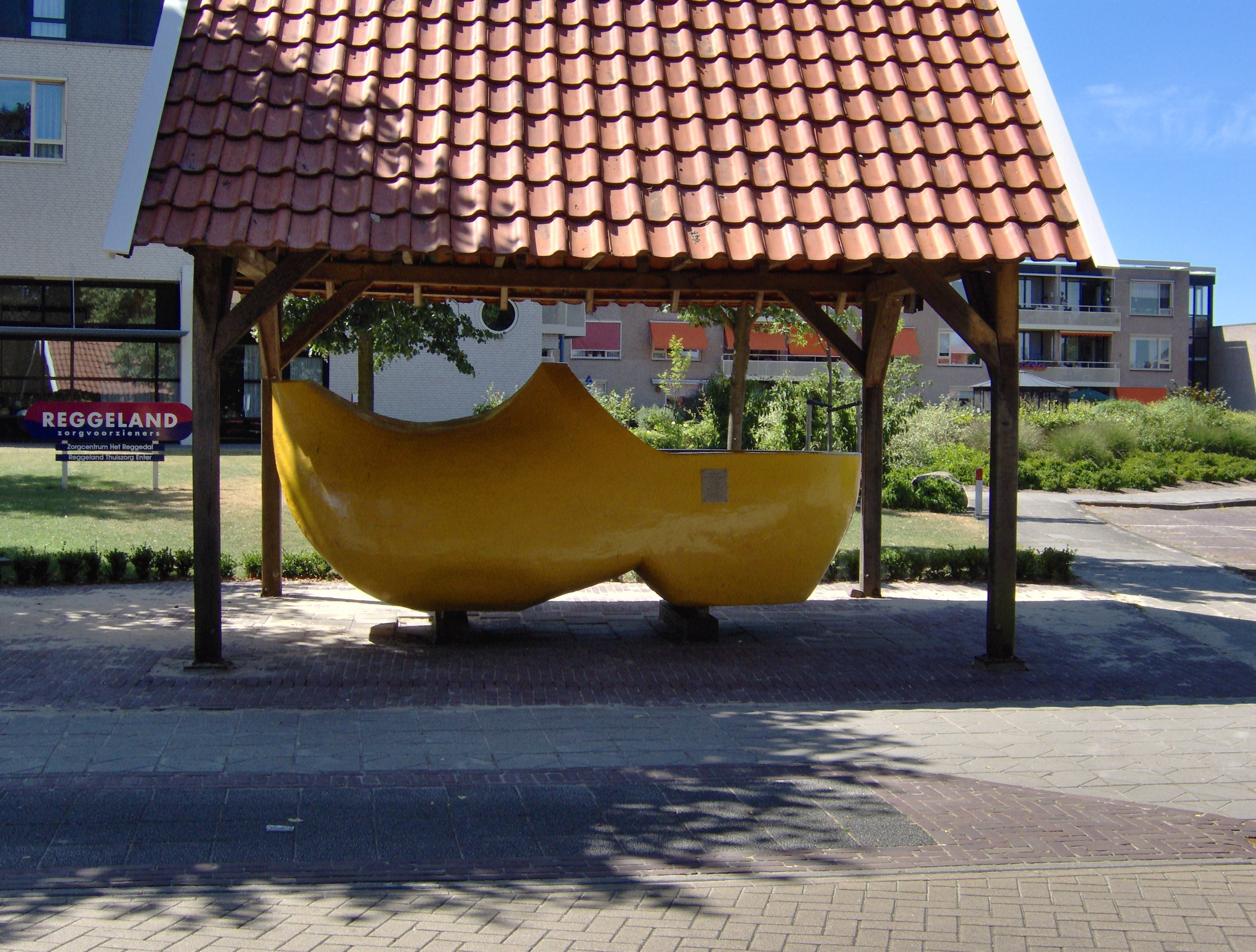
Найбільший у світі дерев'яний черевик, зроблений з цільного дерева в Ентері
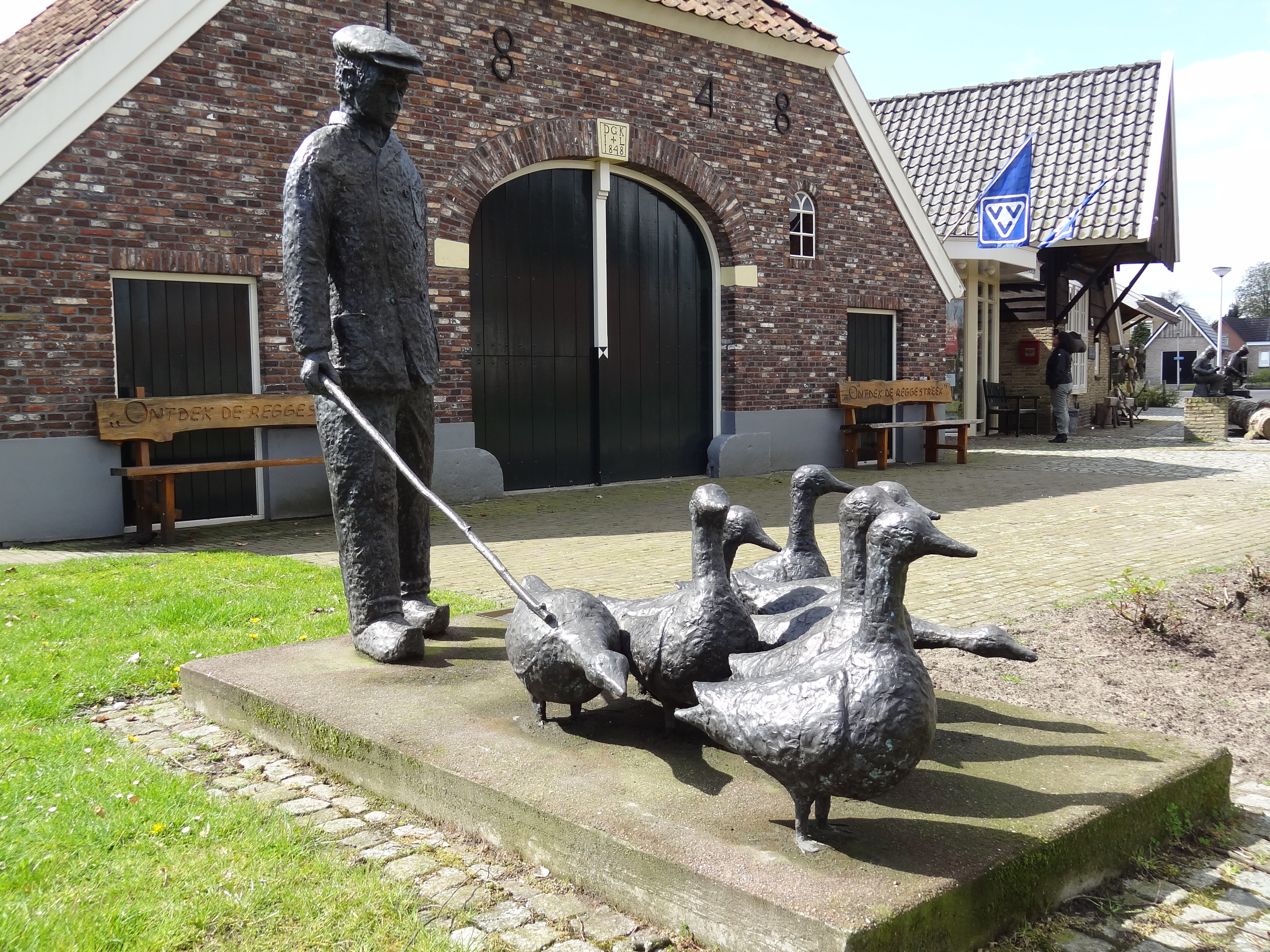
Статуя перед будівлею музею в Ентері